# Sateska
Sateska (makedonska: Сатеска) är en flod i sydvästra Nordmakedonien. Den har sin mynning vid Ohridsjön nära staden Struga och rinner genom kommunerna Debarca och Opsjtina Struga. Från början rann den hela vägen till Svarta Drin, men 1961-1962 grävdes den om från sin naturliga strömfåra för att istället mynna ut i Ohridsjön.
Sateska flyter bland annat genom samhällena Volino och Trebeništa.